# 地球連合宇宙艦隊
地球連合宇宙艦隊はアメリカのSFテレビドラマ『スタートレック:エンタープライズ』の架空の宇宙艦隊組織。

## 設定概要
地球連合宇宙艦隊（Earth Starfleet）とは、22世紀前半に地球連合政府が保有していた組織。設立された年については明確にされていないが、ジョナサン・アーチャー大佐が2136年に艦隊士官であることを理由に結婚を断られており、2130年代前半までには活動を開始していたと思われる。
本部の場所は北アメリカ大陸のサンフランシスコ。運営者は地球連合宇宙艦隊司令部、地球連合宇宙開発局 (United Earth Space Probe Agency)、ヴァルカン最高司令部。
地球連合宇宙艦隊は地球連合政府所管の宇宙機関であり、おもな役割は科学的開発と宇宙探査を目的としている。その他、太陽系外縁部までの警備も担当しており、星系内に侵入した不審船への(武力行使を含む)対応もおこなっている。
他惑星との外交問題、星間紛争が発生した際には軍事攻撃指令作戦部隊（MACO)や地球連合宇宙開発局、地球連合外交団などの他機関と協力のもと対処している。2153年のズィンディ危機以降はそれが顕著となっていき、惑星連邦発足後は各機関の統合、再編のもと惑星連邦宇宙艦隊へ発展して行くこととなる。
組織構成は米国海軍や英国海軍などの軍事組織を参考にしているが軍隊ではなく、22世紀中頃までは上記の軍事攻撃作戦部隊がそれに該当していた。
連邦発足後は上記の通り組織統合が行われたことで、地球を含む連邦加盟国の防衛任務も加わり、軍事組織としての機能も含まれるようになる。
艦隊のユニフォームは、「指令部門」「科学士官」「技術士官」の三パターンで色分けされる。3パターンで色分けされている、この形式は惑星連邦宇宙艦隊へ再編後も引き継がれることとなる。艦隊の職員の中には地球連合外交団から移籍したもいる。

## 関係組織

### 軍事攻撃指令作戦部隊
軍事攻撃指令作戦部隊 (Military Assault Command Operations) 、通称MACO（発音はメイコー）は、2150年代の地球政府の軍事組織。軍事部隊とも略されて呼ばれることもある。地球連合宇宙艦隊と軍事攻撃指令作戦部隊は別組織である。
最高責任者はケイシー将軍(General Casey)が統括。駐屯地はアトランタ、ジョージア、ニューヨーク、土星の衛星ヤヌスにある「ヤヌスの輪」に所在している。 
指揮官はJ・ヘイズ少佐(J. Hayes)。軍事攻撃指令作戦部隊（MACO）は、初の地球連合宇宙艦隊との共同任務となる。2153年にズィンディによる地球攻撃を阻止するためにエンタープライズ(NX-01)がデルフィック領域へと向かうさいに同行。地球連合宇宙艦隊は宇宙探査を目的としており、軍事活動はメインではないという考えだったが、ズィンディ危機以来エンタープライズ(NX-01)のジョナサン・アーチャー船長がこの決断を下す。このことに艦隊司令部のマクスウェル・フォレスト大将は驚きを見せるが、これが前例となり、地球連合宇宙艦隊の宇宙船には軍事攻撃指令作戦部隊（MACO）が配置されるようになる。このことから、地球連合宇宙艦隊は地球防衛という軍事的側面での任務の重要性を改めて痛感する。
MACOは地球連合加盟の各国の特殊部隊同様の訓練を受けており、階級制度は旧米国海兵隊に準じている。

### ヴァルカン最高司令部
ヴァルカン最高司令部 (Vulcan High Command) とは22世紀以降のヴァルカン星の統治政権であった。ヴァルカンは一時期、軍事政権でもあった。そして、ヴァルカン最高司令部はヴァルカン軍を監督する機関でもあった。 
2154年、最高司令官であるヴラスはズィンディテクノロジーを手に入れたアンドリアがヴァルカンに対して攻撃を仕掛けてくると予想しアンドリア攻撃を画策するが、地球の介入によって未然に防がれる。そして、ヴラス最高司令官が率いる軍事政権は解散することになる。
ヴラス政権の終了後、トゥパウが新たな最高司令官に就任し、軍事政権時代に失われつつあった「スラクの真の教え」をもとにヴァルカンを立て直すことに尽力する。
惑星連邦の設立後、ヴァルカン最高司令部はヴァルカンを管轄する政府として機能する。宇宙艦隊とは別にヴァルカンは自国防衛のための軍備を保有する。 ヴァルカン保安省(V'Shar)は、惑星連邦設立後はヴァルカン国内の治安維持の任務を負う。

### 地球連合宇宙開発局
地球連合宇宙開発局とは、正式名称をThe United Earth Space Probe Agencyと称し、UESPA（ユースパ）と略される。地球政府による宇宙開発事業を行う機関であり、本部は地球に置かれている。
なお、この機関は地球政府独自の機関であり、惑星連邦発足後も地球政府の管轄下にある。

### 地球連合外交団
地球連合外交団 (United Earth Diplomatic Corps) とは、22世紀当時、ヴァルカン星において地球大使館を運営していた。
地球政府の外交を担当しており、地球政府の最初の同盟恒星国家であるヴァルカンに駐在大使と宇宙艦隊から駐在武官を配置していた。

### テラン帝国
鏡像世界（並行宇宙）における地球（テラン）。
版図はおおむね惑星連邦のそれと同じ。
正史のそれとは違い抑圧的かつ暴力的で他の種族を奴隷化しているほか、テラン人同士でも下剋上などの内部抗争が半ば公然とまかり通っている。
エンブレムは剣の突き刺さった地球。
23世紀以降にテラン共和国が成立するがクリンゴン・カーデシア同盟に征服される。

#### テラン帝国宇宙艦隊
テラン帝国の軍隊。
艦艇・装備は23世紀までおおむね正史の地球連合や惑星連邦と同じ。
内ゲバ・下剋上が日常的に行われている。

### 地球連合防衛軍
地球連合防衛軍(United Earth Defense Force)とは、31世紀以降に成立していた、地球連合の軍事組織。

## 功績
- 地球連合宇宙艦隊は設立後、ワープ・ドライブを搭載した探査船を建造。ワープ5エンジンの開発に成功し、そのエンジンを最初に搭載した、探査船エンタープライズ(NX-01)を完成する（「NX計画」を参照）。
- NX級のエンタープライズ(NX-01)の本格的な宇宙探査。エンタープライズ(NX-01)は、後の初代連邦大統領となるジョナサン・アーチャー大佐の指揮下で30以上の種族とのファースト・コンタクトに成功する。2152年に、ヴァルカンとアンドリアの停戦条約締結を調停し恒星間政治での地球の名声を高める。2154年にズィンディ危機から地球を救う。同年、ヴァルカンによるアンドリア侵攻を防ぎ、アンドリアとテラライトの和平交渉を調停する。

このことより、のちに発足する惑星連邦の基礎をつくる。

## 宇宙艦隊への移管
2150年代のロミュラン戦争を経験したあと、2161年に惑星連邦が発足。その後、地球連合宇宙艦隊は惑星連邦宇宙艦隊へと組織が移管される。
31世紀の“大火”とそれによる地球連合の連邦離脱後は地球連合防衛軍(United Earth Defense Force)が成立していた。